# Liste der Baudenkmäler in Trautskirchen
Auf dieser Seite sind die Baudenkmäler in der mittelfränkischen Gemeinde Trautskirchen zusammengestellt. Diese Tabelle ist eine Teilliste der Liste der Baudenkmäler in Bayern. Grundlage ist die Bayerische Denkmalliste, die auf Basis des Bayerischen Denkmalschutzgesetzes vom 1. Oktober 1973 erstmals erstellt wurde und seither durch das Bayerische Landesamt für Denkmalpflege geführt wird. Die folgenden Angaben ersetzen nicht die rechtsverbindliche Auskunft der Denkmalschutzbehörde.
 Diese Liste gibt den Fortschreibungsstand vom 18. November 2021 wieder und enthält vierzehn Baudenkmäler.
In dieser Kartenansicht sind Baudenkmäler ohne Koordinaten mit einem roten bzw. orangen Marker dargestellt und können in der Karte gesetzt werden. Baudenkmäler ohne Bild sind mit einem blauen bzw. roten Marker gekennzeichnet, Baudenkmäler mit Bild mit einem grünen bzw. orangen Marker.

## Baudenkmäler nach Gemeindeteilen

### Trautskirchen
| Lage                             | Objekt                                             | Beschreibung | Akten-Nr.              | Bild           |
| -------------------------------- | -------------------------------------------------- | --- | ---------------------- | -------------- |
| Hans-Böckler-Straße 2 (Standort) | Torhaus                                            | Zweigeschossiger Satteldachbau, Erdgeschoss massiv mit Rundbogenportal auf Ostseite, bezeichnet „1577“, Fachwerkobergeschoss umgebaut 1698. | D-5-75-166-3           | weitere Bilder |
| Hans-Böckler-Straße 3 (Standort) | Wirtshausschild                                    | 18. Jahrhundert | D-5-75-166-1           | weitere Bilder |
| Hans-Böckler-Straße 6 (Standort) | Ehemalige Pfarrscheune                             | Stattlicher Fachwerkbau mit Halbwalmdach, an der Westseite Stallanbau, kleiner Blockbau mit Pultdach, um 1800, Stall 17./18. Jahrhundert. | D-5-75-166-13          | weitere Bilder |
| Hauptstraße 1 (Standort)         | Evangelisch-lutherische Pfarrkirche St. Laurentius | Chorturmkirche, Turm mit Gurtgesimsen und welscher Haube sowie Sakristei im Kern spätmittelalterlich, Läutgeschoss aufgestockt 1705–1709, Langhaus mit Mansarddach und hausteingerahmter Tür mit Wappenkartusche wohl nach Plänen von Johann David Steingruber bezeichnet „1755“; mit Ausstattung                                                             | D-5-75-166-2           | weitere Bilder |
| Hans-Böckler-Straße 2 (Standort) | Grabmal                                            | Sandsteinwürfel (wohl einst Pyramide) auf Grabplatte bezeichnet „1836“ | D-5-75-166-2           | BW             |
| Hans-Böckler-Straße 2 (Standort) | Kirchhofbefestigung                                | Aus Buckelquadermauerwerk, in Teilen erhalten, spätmittelalterlich | D-5-75-166-2           | weitere Bilder |
| Schloßstraße 3 (Standort)        | Wohnhaus                                           | Zweigeschossiger, traufständiger Satteldachbau mit Fachwerkobergeschoss, bezeichnet „1775“ | D-5-75-166-4           | weitere Bilder |
| Schloßstraße 16 (Standort)       | Schloss                                            | Dreiflügelanlage auf hohem Bruchsteinsockel, verputzter Mansarddachbau mit reicher Gliederung durch Gurtgesimse, Eckquaderung, geohrte Fensterrahmungen, Hauptflügel im Osten zweigeschossig mit Zwerchhausrisalit und Portal mit Wappenkartusche in gesprengten Giebel, Seitenflügel eingeschossig, bezeichnet „1708“, mit zweibogiger Brücke aus Bruchstein | D-5-75-166-5           | weitere Bilder |
| Schloßstraße 16 (Standort)       | Schloss, vorgelagerter Wirtschaftshof              | Mit rundbogiger Durchfahrt in Bruchsteinmauer, wohl 1553, daneben spitzbogiger Durchgang, 16. Jahrhundert | D-5-75-166-5 zugehörig | weitere Bilder |
| Schloßstraße 18 (Standort)       | Schloss, Stallung                                  | Eingeschossiger Satteldachbau aus Bruchsteinmauerwerk, 18./19. Jahrhundert. | D-5-75-166-5 zugehörig | BW             |
| Schloßstraße 18 (Standort)       | Schloss, Scheune                                   | Eingeschossig über Hakengrundriss mit Satteldach, massiv, 18./19. Jahrhundert. | D-5-75-166-5 zugehörig | BW             |
| Schloßstraße 18 (Standort)       | Schloss, Scheune                                   | Eingeschossiger Satteldachbau, massiv, 18./19. Jahrhundert. | D-5-75-166-5 zugehörig | BW             |
| Schloßstraße 18 (Standort)       | Schloss, Wohnhaus des Wirtschaftshofes             | Eingeschossiger Satteldachbau mit Hausteinrahmungen, 19. Jahrhundert. | D-5-75-166-5 zugehörig | BW             |
| Schloßstraße 18 (Standort)       | Schloss, Teich im Wirtschaftshof                   | Rechteckige Form gefasst von Bruchsteinmauer, 18. Jahrhundert. | D-5-75-166-5 zugehörig | BW             |
| Schloßstraße 16 (Standort)       | Schloss, Futter-/Umfassungsmauer                   | Bruchsteinmauerwerk, das Schloss und den Garten umgebend, 17. Jahrhundert | D-5-75-166-5 zugehörig | weitere Bilder |
| Schloßstraße 16 (Standort)       | Schloss, Graben                                    | Nördlich und östlich des Schlosses, 14. Jahrhundert | D-5-75-166-5 zugehörig | weitere Bilder |

### Buch
| Lage              | Objekt                              | Beschreibung | Akten-Nr.               | Bild           |
| ----------------- | ----------------------------------- | --- | ----------------------- | -------------- |
| Buch 6 (Standort) | Wohnstallhaus                       | Eingeschossiger Satteldachbau mit hohem Fachwerkgiebel, 1824                                                                        | D-5-75-166-9            | BW             |
| Buch 7 (Standort) | Bauernhof, ehemaliges Wohnstallhaus | Eingeschossiger Satteldachbau mit verputztem Fachwerkgiebel und Giebelschopf, bezeichnet mit „1748“                                 | D-5-75-166-10           | BW             |
| Buch 7 (Standort) | Bauernhof, Scheune                  | Mit Schopfwalmdach und Fachwerkgiebel, Anfang 19. Jahrhundert                                                                       | D-5-75-166-10 zugehörig | BW             |
| Buch 8 (Standort) | Wohnhaus                            | Zur Bucher Mühle gehörig, zweigeschossiger Mansarddachbau mit reicher Sandsteingliederungen, bezeichnet mit „1775“; mit Ausstattung | D-5-75-166-11           | weitere Bilder |

### Fröschendorf
| Lage                      | Objekt        | Beschreibung                                                                                               | Akten-Nr.     | Bild |
| ------------------------- | ------------- | --- | ------------- | ---- |
| Fröschendorf 8 (Standort) | Wohnstallhaus | Eingeschossiger Satteldachbau mit westlichen Schopf, Fachwerk, teils massiv unterfangen, bezeichnet „1724“ | D-5-75-166-12 | BW   |

### Steinbach
| Lage                   | Objekt                                | Beschreibung                                                                                     | Akten-Nr.               | Bild |
| ---------------------- | ------------------------------------- | ------------------------------------------------------------------------------------------------ | ----------------------- | ---- |
| Steinbach 5 (Standort) | Mühle, Wohnhaus                       | Zweigeschossiger massiver Satteldachbau mit stichbogigen Öffnungen, Türrahmung bezeichnet „1868“ | D-5-75-166-14           | BW   |
| Steinbach 5 (Standort) | Mühle, Nebengebäude                   | Zweigeschossiger Walmdachbau mit genuteten Lisenen, rückseitig teils Fachwerk, um 1800.          | D-5-75-166-14 zugehörig | BW   |
| Steinbach 5 (Standort) | Mühle, Fachwerkscheune mit Satteldach | Nordgiebel massiv, Mitte 19. Jahrhundert.                                                        | D-5-75-166-14 zugehörig | BW   |
| Steinbach 5 (Standort) | Mühle, gepflasterter Hof              |                                                                                                  | D-5-75-166-14 zugehörig | BW   |
| Steinbach 5 (Standort) | Mühle, zugehörige Wasserbauten        |                                                                                                  | D-5-75-166-14 zugehörig | BW   |

### Stöckach
| Lage               | Objekt                             | Beschreibung                                                     | Akten-Nr.    | Bild |
| ------------------ | ---------------------------------- | ---------------------------------------------------------------- | ------------ | ---- |
| Kühholz (Standort) | Steinkreuz, sogenanntes Sühnekreuz | Spätmittelalterlich                                              | D-5-75-166-6 | BW   |
| Kühholz (Standort) | Steinkreuz                         | Mit abgefasten Kanten, nachmittelalterlich                       | D-5-75-166-7 | BW   |
| Kühholz (Standort) | Steinkreuz                         | In Form eines Antoniuskreuzes (ursprünglich?), bezeichnet „1880“ | D-5-75-166-8 | BW   |